# Собонч
Собонч (пол. Sobącz) — село в Польщі, у гміні Лінево Косьцерського повіту Поморського воєводства.
Населення — 253 особи (2011).
У 1975-1998 роках село належало до Гданського воєводства.

## Демографія
Демографічна структура станом на 31 березня 2011 року:
|          | Загалом | Допрацездатний вік | Працездатний вік | Постпрацездатний вік |
| -------- | ------- | ------------------ | ---------------- | -------------------- |
| Чоловіки | 135     | 35                 | 85               | 15                   |
| Жінки    | 118     | 26                 | 73               | 19                   |
| Разом    | 253     | 61                 | 158              | 34                   |